# La Ribera de Cabanes
La Ribera de Cabanes és una zona geogràfica que està situada uns 13 quilòmetres aproximadament de la localitat de Cabanes, a la comarca de la Plana Alta.
Es tracta d'una zona molt propera a la costa (la qual presenta en aquest municipi, un arenal verge de gairebé set quilòmetres), però en la qual es poden contemplar grans extensions cultivables, sobretot per a fruiters. A la seva zona més litoral poden trobar platges, de les quals es poden destacar:
- Platja de Quartell Vell

La Platja de Quartell Vell de Cabanes, amb una extensió de 3300 metres de costa i 10 metres d'ample. És una platja de roca, grava i sorra. Es tracta d'una zona de difícil accés, cosa que permet que sigui freqüentada per naturistes.
- Platja Torre de la Sal

La platja de Torre la Sal de Cabanes, a diferència de l'anterior és una platja de sorra i grava, té una longitud de 2.000 metres i una amplada de 15 metres, situada al costat del Passeig Marítim. El seu nom es deu al fet d'existir en el seu entorn una de les torres de sentinella del Castell d'Albalat dels Ànecs
- Platja Cudolà

La Platja de la Cudolà de Cabanes, amb una longitud de 2.000 metres i una amplada de 10 metres, es tracta d'una platja de grava.